# Discographie d'Alonzo
La discographie du rappeur français Alonzo comprend l'ensemble des disques publiés au cours de sa carrière solo. Elle se résume à sept albums studio et trois mixtapes. Elle se compose également de vingt-huit singles, ainsi que de trente-deux clips vidéo.
Durant sa carrière, Alonzo a obtenu quatre disques d'or deux disques de platine et deux double disques de platines Il a également obtenu neuf singles d'or, deux singles de platine et sept single de diamant.

## Albums

### Albums studio
| Titre                                                             | Détails de l'album | Meilleure position | Meilleure position | Meilleure position | Ventes  | Certifications         |
| Titre                                                             | Détails de l'album | FR                 | BEL (FR)           | SUI                | Ventes  | Certifications         |
| Les temps modernes                                                | - Sortie : 1er février 2010 - Label : Barclay - Format : CD, téléchargement digital                                        | 7                  | 46                 | —                  | 38 000  | —                      |
| Amour, gloire & cité                                              | - Sortie : 4 juin 2012 - Label : Def Jam, Universal Music - Format : CD, téléchargement digital                            | 9                  | 71                 | —                  | 35 000  | —                      |
| Règlement de comptes                                              | - Sortie : 26 janvier 2015 - Label : Def Jam, Universal Music - Format : CD, téléchargement digital                        | 2                  | 12                 | 45                 | 50 000  | - France : Or          |
| Avenue de Saint-Antoine                                           | - Sortie : 20 mai 2016 - Label : Def Jam, Universal Music - Format : CD, téléchargement digital                            | 3                  | 9                  | 34                 | 200 000 | - France : 2 × Platine |
| 100 %                                                             | - Sortie : 25 août 2017 - Label : Def Jam, Universal Music - Format : CD, téléchargement digital                           | 3                  | 5                  | —                  | 200 000 | - France : 2 × Platine |
| Stone                                                             | - Sortie : 12 avril 2019 - Label : Def Jam, Universal Music - Format : CD, téléchargement digital                          | 9                  | 23                 | —                  | 60 000  | - France : Or          |
| Quartiers Nord                                                    | - Sortie : 20 mai 2022 - Label : Only Pro, 2054 Records, Epic Records, Sony Music - Format : CD, téléchargement digital    | 3                  | 21                 | 34                 | 165 000 | - France : Platine     |
| Longue Vie A Nous                                                 | - Sortie : 7 février 2025 - Label : Only Pro, 2054 Records, Epic Records, Sony Music - Format : CD, téléchargement digital | 3                  | —                  | —                  | 30 000  | —                      |
| « — » indique que l'album n'est pas sorti ou classé dans le pays. | |                    |                    |                    |         |                        |

### Mixtapes
| Titre                                                                  | Détails de l'album | Meilleure position | Meilleure position | Meilleure position | Ventes  | Certifications   |
| Titre                                                                  | Détails de l'album | FR                 | BEL (FR)           | SUI                | Ventes  | Certifications   |
| ---------------------------------------------------------------------- | --- | ------------------ | ------------------ | ------------------ | ------- | ---------------- |
| Un dernier coup d'œil dans le rétroviseur                              | - Sortie : 9 mars 2009 - Label : Only Pro - Format : CD, téléchargement digital                                                 | 46                 | —                  | —                  | —       | —                |
| Capo Dei Capi Vol.1                                                    | - Sortie : 18 septembre 2015 - Label : Def Jam, Universal Music - Format : CD, téléchargement digital                           | 4                  | 11                 | —                  | 50 000  | France : Or      |
| Capo Dei Capi Vol. II & III                                            | - Sortie : 26 mars 2021 - Label : 2054 Records, Only Pro, Island Def Jam, Universal Music - Format : CD, téléchargement digital | 3                  | 34                 | 71                 | 120 000 | France : Platine |
| « — » indique que la mixtape n'est pas sortie ou classée dans le pays. | |                    |                    |                    |         |                  |

### EP
| Titre                                                                  | Détails de l'album                                                                                   | Meilleure position | Meilleure position | Meilleure position | Ventes | Certifications |
| Titre                                                                  | Détails de l'album                                                                                   | FR                 | BEL (FR)           | SUI                | Ventes | Certifications |
| ---------------------------------------------------------------------- | --- | ------------------ | ------------------ | ------------------ | ------ | -------------- |
| Pack de 6                                                              | - Sortie : 19 avril 2020 - Label : Island Def Jam, Universal Music - Format : Téléchargement digital | 62                 | 168                | —                  | —      | —              |
| « — » indique que la mixtape n'est pas sortie ou classée dans le pays. | |                    |                    |                    |        |                |

## Chansons

### Singles
| Année                                                               | Titre                                     | Classement | Classement | Classement | Certifications     | Album                       |
| Année                                                               | Titre                                     | FR         | BEL (FR)   | SUI        | Certifications     | Album                       |
| ------------------------------------------------------------------- | ----------------------------------------- | ---------- | ---------- | ---------- | ------------------ | --------------------------- |
| 2012                                                                | Avoir une fille                           | —          | —          | —          |                    | Amour, Glore & Cité         |
| 2012                                                                | Alors on sort…                            | 196        | —          | —          |                    | Amour, Glore & Cité         |
| 2014                                                                | La belle vie                              | 24         | —          | —          |                    | Règlement de comptes        |
| 2014                                                                | Y'a rien à faire                          | 12         | —          | —          |                    | Règlement de comptes        |
| 2014                                                                | Même tarif (featuring Booba)              | 8          | 39         | —          |                    | Règlement de comptes        |
| 2015                                                                | Finis les                                 | 23         | —          | —          |                    | Capo Dei Capi Vol.1         |
| 2015                                                                | Normal (featuring Jul)                    | 7          | —          | —          |                    | Capo Dei Capi Vol.1         |
| 2016                                                                | On met les voiles                         | 45         | —          | —          | - France : Or      | Avenue de Saint-Antoine     |
| 2016                                                                | Vaillant                                  | 45         | —          | —          | - France : Or      | Avenue de Saint-Antoine     |
| 2016                                                                | Regarde-moi                               | 66         | —          | —          | - France : Or      | Avenue de Saint-Antoine     |
| 2016                                                                | Ils le savent (featuring Jul)             | 35         | —          | —          | - France : Or      | Avenue de Saint-Antoine     |
| 2016                                                                | Binta                                     | 25         | —          | —          | - France : Diamant | Avenue de Saint-Antoine     |
| 2016                                                                | Oblah (Gradur, MHD, Alonzo & Nyda)        | —          | —          | —          | - France : Platine |                             |
| 2017                                                                | Feu d'artifice (featuring MHD)            | 31         | —          | —          | - France : Platine | 100%                        |
| 2017                                                                | J'écris                                   | 61         | —          | —          |                    | 100%                        |
| 2017                                                                | Bagarre                                   | 44         | —          | —          | - France : Or      | 100%                        |
| 2017                                                                | Suis-moi                                  | 4          | —          | —          | - France : Diamant | 100%                        |
| 2017                                                                | Papa allo                                 | 15         | 40         | —          | - France : Diamant | 100%                        |
| 2018                                                                | Santana                                   | 10         | —          | —          | - France : Diamant | BO de Taxi 5                |
| 2018                                                                | Quelqu'un d'autre t'aimera (feat. Alonzo) | 32         | —          | —          | - France : Or      |                             |
| 2018                                                                | Amigo                                     | 60         | —          | —          |                    | —                           |
| 2019                                                                | Comme tu es (Jok'air feat. Alonzo)        | 64         | —          | —          | - France : Or      |                             |
| 2019                                                                | Assurance vie                             | 29         | —          | —          | - France : Platine | Stone                       |
| 2019                                                                | Malaga                                    | 130        | —          | —          |                    | Stone                       |
| 2019                                                                | Tueur à gages                             | —          | —          | —          |                    | Stone                       |
| 2019                                                                | C'est elle (feat. Ninho)                  | 42         | —          | —          | - France : Platine | Stone                       |
| 2019                                                                | Sur la moto (feat. Jul)                   | 123        | —          | —          | - France : Or      | Stone                       |
| 2019                                                                | 10/10 (Gims feat. Dadju & Alonzo)         | —          | —          | —          | - France : Platine |                             |
| 2020                                                                | Dernière fois (feat. Imen Es)             | 41         | —          | —          |                    | Capo Dei Capi Vol. II & III |
| 2021                                                                | Capo                                      | 31         | —          | —          |                    | Capo Dei Capi Vol. II & III |
| 2021                                                                | La Seleção (feat. Jul & Naps)             | 2          | 25         | 71         | - France : Diamant | Capo Dei Capi Vol. II & III |
| 2022                                                                | Traficante                                | 10         | —          | —          | - France : Diamant | Quartiers Nord              |
| 2022                                                                | Plaqué 13                                 | 45         | —          | —          |                    | Quartiers Nord              |
| 2022                                                                | Tout va bien (feat. Ninho & Naps)         | 1          | 9          | 4          | - France : Diamant | Quartiers Nord              |
| « — » indique que le single n'est pas sorti ou classé dans le pays. |                                           |            |            |            |                    |                             |

### Autres chansons classées
| Année                                                                  | Single                                       | Classement | Classement | Classement | Album                       |
| Année                                                                  | Single                                       | FR         | BEL (FR)   | SUI        | Album                       |
| ---------------------------------------------------------------------- | -------------------------------------------- | ---------- | ---------- | ---------- | --------------------------- |
| 2014                                                                   | Dans son sac (featuring Maître Gims)         | 78         | —          | —          | Règlement de comptes        |
| 2015                                                                   | Tu vas parler                                | 66         | —          | —          | Règlement de comptes        |
| 2015                                                                   | En boucle                                    | 190        | —          | —          | Règlement de comptes        |
| 2015                                                                   | Marseille                                    | 167        | —          | —          | Règlement de comptes        |
| 2015                                                                   | RDC                                          | 164        | —          | —          | Règlement de comptes        |
| 2015                                                                   | Il le fallait                                | 195        | —          | —          | Règlement de comptes        |
| 2015                                                                   | Brinks (featuring Gradur)                    | 90         | —          | —          | Règlement de comptes        |
| 2015                                                                   | Merci (featuring Lacrim)                     | 111        | —          | —          | Règlement de comptes        |
| 2015                                                                   | Y'en a assez                                 | 42         | —          | —          | Capo Dei Capi Vol.1         |
| 2015                                                                   | Elle t'a tué                                 | 163        | —          | —          | Capo Dei Capi Vol.1         |
| 2015                                                                   | Mauvais                                      | 195        | —          | —          | Capo Dei Capi Vol.1         |
| 2015                                                                   | Cauchemar (featuring Benash)                 | 131        | —          | —          | Capo Dei Capi Vol.1         |
| 2015                                                                   | On craint degun (featuring Le Rat Luciano)   | 145        | —          | —          | Capo Dei Capi Vol.1         |
| 2016                                                                   | Oh My God (DJ Spike Miller featuring Alonzo) | 21         | —          | —          | Avenue de Saint-Antoine     |
| 2016                                                                   | Jupiter                                      | 96         | —          | —          | Avenue de Saint-Antoine     |
| 2016                                                                   | Reste tranquille                             | 109        | —          | —          | Avenue de Saint-Antoine     |
| 2016                                                                   | La guerre                                    | 181        | —          | —          | Avenue de Saint-Antoine     |
| 2016                                                                   | ALZ                                          | 113        | —          | —          | Avenue de Saint-Antoine     |
| 2016                                                                   | Comme avant                                  | 158        | —          | —          | Avenue de Saint-Antoine     |
| 2016                                                                   | Madame Alonzo (featuring Leslie)             | 101        | —          | —          | Avenue de Saint-Antoine     |
| 2017                                                                   | Bâtard                                       | 66         | —          | —          | —                           |
| 2017                                                                   | DLG                                          | 65         | —          | —          | —                           |
| 2017                                                                   | Génération X-Or                              | 48         | —          | —          | 100%                        |
| 2017                                                                   | Elvira                                       | 67         | —          | —          | 100%                        |
| 2017                                                                   | Jalousie                                     | 89         | —          | —          | 100%                        |
| 2017                                                                   | 100% (featuring Amel Bent)                   | 102        | —          | —          | 100%                        |
| 2017                                                                   | La paix n'a pas de prix (featuring Dadju)    | 53         | —          | —          | 100%                        |
| 2017                                                                   | Dalé (featuring Lartiste)                    | 99         | —          | —          | 100%                        |
| 2017                                                                   | Ma famille (featuring Soprano)               | 92         | —          | —          | 100%                        |
| 2017                                                                   | La vaillance                                 | 33         | —          | —          | 100%                        |
| 2017                                                                   | La vraie vie                                 | 85         | —          | —          | 100%                        |
| 2017                                                                   | Oublie mon nom                               | 197        | —          | —          | 100%                        |
| 2017                                                                   | Goodbye                                      | 142        | —          | —          | 100%                        |
| 2017                                                                   | Terrain                                      | 49         | —          | —          | 100%                        |
| 2017                                                                   | K-2000                                       | 63         | —          | —          | 100%                        |
| 2019                                                                   | Training Day                                 | 179        | —          | —          | Stone                       |
| 2019                                                                   | Compliqué                                    | 159        | —          | —          | Stone                       |
| 2019                                                                   | Stone III                                    | 176        | —          | —          | Stone                       |
| 2019                                                                   | Stone II                                     | 190        | —          | —          | Stone                       |
| 2019                                                                   | M.D.V                                        | 120        | —          | —          | Stone                       |
| 2020                                                                   | Oop                                          | 106        | —          | —          | Capo Dei Capi Vol. II & III |
| 2021                                                                   | Vérifie                                      | 151        | —          | —          | Capo Dei Capi Vol. II & III |
| 2021                                                                   | Fournisseur                                  | 188        | —          | —          | Capo Dei Capi Vol. II & III |
| 2021                                                                   | Filature                                     | 196        | —          | —          | Capo Dei Capi Vol. II & III |
| 2021                                                                   | Arrivederci                                  | 145        | —          | —          | Capo Dei Capi Vol. II & III |
| 2021                                                                   | Je Tourne                                    | 187        | —          | —          | Capo Dei Capi Vol. II & III |
| 2021                                                                   | V.D.S V.D.V                                  | 199        | —          | —          | Capo Dei Capi Vol. II & III |
| 2021                                                                   | Dangeureuse                                  | 193        | —          | —          | Capo Dei Capi Vol. II & III |
| 2021                                                                   | Goyard (featuring SCH)                       | 84         | —          | —          | Capo Dei Capi Vol. II & III |
| 2021                                                                   | 280 (featuring ZKR)                          | 112        | —          | —          | Capo Dei Capi Vol. II & III |
| 2021                                                                   | Ami ou ennemi (featuring Tiakola)            | 111        | —          | —          | Capo Dei Capi Vol. II & III |
| 2021                                                                   | Marié à la street (featuring Da Uzi & Bosh)  | 106        | —          | —          | Capo Dei Capi Vol. II & III |
| 2021                                                                   | Mayday (featuring Franglish)                 | 139        | —          | —          | Capo Dei Capi Vol. II & III |
| 2021                                                                   | Comme un loup (featuring Kofs)               | 186        | —          | —          | Capo Dei Capi Vol. II & III |
| 2021                                                                   | Dinero (featuring Soolking & L'Algérino)     | 118        | —          | —          | Capo Dei Capi Vol. II & III |
| 2021                                                                   | Nineta (featuring Soso Maness)               | 173        | —          | —          | Capo Dei Capi Vol. II & III |
| 2021                                                                   | Criminel                                     | 87         | —          | —          | —                           |
| 2021                                                                   | Balle dans la jambe (featuring Big Ben)      | 128        | —          | —          | —                           |
| 2022                                                                   | Ciao la France                               | 43         | —          | —          | Quartiers Nord              |
| 2022                                                                   | Quartiers Nord                               | 54         | —          | —          | Quartiers Nord              |
| 2022                                                                   | LVDC                                         | 73         | —          | —          | Quartiers Nord              |
| 2022                                                                   | Les pieds sur Terre                          | 83         | —          | —          | Quartiers Nord              |
| 2022                                                                   | Le doublé                                    | 85         | —          | —          | Quartiers Nord              |
| 2022                                                                   | J'ai grandi                                  | 88         | —          | —          | Quartiers Nord              |
| 2022                                                                   | Héritiers                                    | 91         | —          | —          | Quartiers Nord              |
| 2022                                                                   | Frero                                        | 104        | —          | —          | Quartiers Nord              |
| 2022                                                                   | Vallon des Auffes                            | 109        | —          | —          | Quartiers Nord              |
| 2022                                                                   | Paddock                                      | 114        | —          | —          | Quartiers Nord              |
| 2022                                                                   | Bison                                        | 119        | —          | —          | Quartiers Nord              |
| 2022                                                                   | Problèmes                                    | 128        | —          | —          | Quartiers Nord              |
| 2022                                                                   | Bumpy                                        | 129        | —          | —          | Quartiers Nord              |
| 2022                                                                   | Capo reste Capo                              | 132        | —          | —          | Quartiers Nord              |
| « — » indique que la chanson n'est pas sortie ou classée dans le pays. |                                              |            |            |            |                             |

### Apparitions
- 2011 : La Fouine feat. Alonzo, Sultan et M.A.S. - Drogba, sur la mixtape Capitale Du Crime III
- 2012 : Alonzo est apparu dans le clip Kalash de Booba et Kaaris
- 2013 : Lacrim feat. Alonzo - Un indien dans la ville sur la mixtape de Lacrim, Né pour mourir
- 2014 : Black M feat. Alonzo - Les yeux plus gros que Marseille
- 2014 : Oryane feat. Alonzo - On s'en bat les (Remix)
- 2015 : Gradur feat. Alonzo - J'donne Ça sur l'album de Gradur, L'homme au bob
- 2015 : Youssoupha feat. Alonzo, Médine, Moussa Mansaly, Lino et Disiz - Points communs sur l'album de Youssoupha, NGRTD
- 2015 : S.Téban feat. Alonzo - TP
- 2015 : Gradur feat. Alonzo, Lacrim et Niska - La moula sur la mixtape ShegueyVara 2
- 2015 : Jul feat. Alonzo - Comme d'hab sur l'album de Jul, My World
- 2016 : Jul feat. Alonzo - On nique tout sur l'album de Jul, Album gratuit, Vol. 1
- 2016 : Maître Gims feat. Niska, Alonzo, Gradur, KeBlack et Awa Imani - Sapés comme jamais Remix
- 2016 : Soprano feat. Alonzo - Rihanna sur l'album de Soprano, L'Everest
- 2016 : Black M feat. Abou Debeing, Alonzo et Gradur - Tout ce qu'il faut sur l'album de Black M, Éternel Insatisfait
- 2016 : Gradur feat. MHD, Alonzo et Nyda - Oblah sur l'album de Gradur, Where is l'album de Gradur
- 2016 : Elams feat. Alonzo - La frappe sur l'album Je suis Elams
- 2017 : Benash feat. Alonzo - Chaud dans la ville sur l'album CDG
- 2017 : Soolking feat. Alonzo - TRW
- 2017 : Ninho feat. Alonzo - Ce soir sur l'album Comme prévu
- 2017 : Dadju feat. Alonzo et Maître Gims - Ma fierté sur l'album Gentleman 2.0
- 2017 : Black M feat. Gradur, Alonzo et Abou Debeing - Tout ce qu'il faut sur la réédition de l'album Éternel Insatisfait
- 2018 : YL feat. Alonzo - Donne-le nous sur la mixtape Confidences
- 2018 : Naps feat. Alonzo - Dans le block sur l'album À l'instinct
- 2018 : Kore et Alonzo - Santana sur la BO du film Taxi 5
- 2018 : Jul feat. Alonzo - Quelqu'un d'autre t'aimera sur l'album Inspi d'ailleurs
- 2018 : L'Algérino feat. Alonzo, Naps et Soprano - Les 4 Fantastiques sur l'album International
- 2018 : Naza feat. Alonzo - Ça va sur l'album C'est la loi
- 2018 : Rim'K feat. Alonzo - 911 sur l'album Mutant
- 2018 : Dadju feat. Alonzo, Naza, MHD et Vegedream - Sans thème Remix sur la réédition de l'album Gentleman 2.0
- 2018 : Jul feat. Alonzo - Oh fou sur l'album La Zone en personne
- 2019 : Jok'Air feat. Alonzo - Comme tu es sur l'album Jok'Travolta
- 2019 : Maître Gims feat. Alonzo et Dadju - 10/10 sur la réédition de l'album Ceinture noire
- 2019 : Franglish feat. Alonzo - Vargas sur l'album Monsieur
- 2019 : Amel Bent feat. Alonzo - Rien sur l'album Demain
- 2019 : Marwa Loud feat. Alonzo - Amis et Billets sur l'album My Life
- 2019 : Vegedream feat. RK et Alonzo - Tchop sur l'album Ategban
- 2019 : Koba LaD et Alonzo - Am Stram Gram sur la mixtape Game Over 2
- 2019 : Soprano feat. Alonzo - Du temps plein sur la nouvelle édition de l'album Phœnix
- 2019 : Niro feat. Alonzo - After sur l'album Stupéfiant
- 2019 : Gradur feat. Alonzo et Maître Gims - Rolling Stones sur l'album Zone 59
- 2020 : Hornet la Frappe feat. Alonzo - Si tôt sur l'album Ma Ruche
- 2020 : Kofs feat. Alonzo - Tout s'achète sur l'album Santé et Bonheur
- 2020 : Imen Es feat. Alonzo - 1re fois sur l'album Nos vies
- 2020 : DA Uzi feat. Alonzo - F.L.P sur l’album Architecte
- 2020 : S.Pri Noir feat. Alonzo - Maman dort sur l'album État d'esprit
- 2020 : Soso Maness feat. Alonzo - Boussole sur l'album Mistral
- 2020 : PSO Thug feat. Alonzo - La gratte sur l'EP Code 1.8.7 : Introduction
- 2020 : Alonzo et Landy - Toi t'es chelou sur la compilation No Limit
- 2020 : Eva feat. Alonzo - Wine sur l'album Feed
- 2020 : RK feat. Timal et Alonzo - Billie Jean [Remix] sur l'album Neverland
- 2020 : 4Keus feat. Alonzo - C'est la vie sur la réédition de l'album Vie d'artiste
- 2020 : L'Algérino, Alonzo, Stone Black, Le Rat Luciano, SCH, Jul, As et Veazy - L'étoile sur le maillot sur l'album 13'Organisé
- 2020 : Sat l'Artificier, Alonzo, Kofs, Naps, SCH, Jul, Kamikaz et L'Algérino - C'est maintenant sur l'album 13'Organisé
- 2020 : Thabiti, Naps, Alonzo, Houari, Jul, As, Zbig et AM La Scampia - War Zone sur l'album 13'Organisé
- 2020 : Akhenaton, Jul, L'Algérino, Alonzo, Shurik'n, Fahar, SCH et Le Rat Luciano - Je suis Marseille sur l'album 13'Organisé
- 2020 : Ghetto Phénomène feat. Alonzo - Benef Benef sur l'album C'est plus comme avant
- 2020 : Jul feat. Alonzo et L'Algérino - Hold-Up sur l'album Loin du monde
- 2021 : SCH et Alonzo sur la compilation Mal Luné Music
- 2021 : ISK feat. Alonzo - Quitter l'école sur l'album Vérité
- 2021 : L'Algérino feat. Alonzo - Yema sur l'album Moonlight
- 2021 : Soprano feat. Alonzo, Jul et SCH - Planète Mars 2021 sur l'album Chasseur d'étoiles
- 2021 : Laeti feat. Alonzo - Briller sur la B.O de la Saison 2 de la série Validé
- 2021 : Lacrim, Alonzo, Mister You, Jul, Niro, Kofs, Le Rat Luciano, Da Uzi - Loi de la calle sur l'album Le Classico organisé
- 2021 : Jul, Gims, Naps, Alonzo, Rohff, Kaaris, Soso Maness - Les Galactiques sur l'album Le Classico organisé
- 2022 : Alonzo, Hamza - R8 sur la compilation 4.4.2
- 2022 : Wejdene feat. Alonzo - Complexe sur l'album Glow Up
- 2023 : Napoleon Da Legend feat. Akhenaton, Alonzo - Constat Froid sur l'album Le Dernier Glacier
- 2023 : Hatik feat. Alonzo - si seulement tu savais sur l'album Niyya
- 2023 : Kerchak feat. Alonzo - Salement
- 2024 : Jul feat. Alonzo & SCH - Le trio ternura sur l'album Décennie
- 2024 : Dany Dan & Kyo Itachi feat. Alonzo - sur l'album Pièce Montées
- 2024 : Jungeli feat. Vegedream, Alonzo, Zaho - T'étais où ?
- 2024 : SCH, Kofs, Jul, Alonzo, Naps, Soso Maness, Elams, Solda, Houari - Bande Organisée 2
- 2025 Kore feat. Alonzo et ElGrandeToto - Brrr
- 2025 : So La Zone feat. Alonzo - Parka
- 2025 : L'Algérino, Alonzo, Franglish - La Gari
- 2025 : Dika feat. Alonzo - Cramé